# Внешняя бактериальная мембрана

Подробная схема строения клеточной стенки грамотрицательных бактерий

Вне́шняя бактериа́льная мембра́на, или нару́жная бактериа́льная мембра́на (англ. bacterial outer membrane) — биологическая мембрана, располагающаяся поверх слоя пептидогликана у грамотрицательных бактерий. По составу она отличается от внутренней, клеточной мембраны. На её поверхности находятся липополисахариды, являющиеся антигенами грамотрицательных патогенных бактерий.

## Состав

Строение липополисахарида

Внешняя мембрана, как и клеточная, имеет толщину 7—8 нм. Подобно клеточной мембране, внешняя мембрана представляет собой липидный бислой, который состоит из фосфолипидов, преимущественно фосфатидилэтаноламина, фосфатидилглицерола и дифосфатидилглицерола. Однако во внешней мембране фосфолипиды распределены между слоями несимметрично: внешний лист мембраны образован преимущественно липополисахаридами. Исключениями являются цианобактерии и виды рода Neisseria, у которых во внешнем слое мембраны одновременно присутствуют фосфолипиды и липоолигосахариды. В структуре липополисахарида можно выделить четыре структурных блока:
- липид A[англ.];
- внутренний олигосахаридный кор, включающий две молекулы октозы и трёх молекул гептозы;
- олигосахаридного наружного кора, состоящего из пяти молекул гептозы;
- полисахаридной наружной цепи, состоящей из повторяющихся олигосахаридных звеньев (антигена O), каждое из которых состоит из 2—8 молекул гексоз[2].

Внешняя мембрана богата белками, их обозначают Omp (от англ. outer membrane protein). Белки могут покрывать до половины поверхности внешней мембраны. Белки Omp подразделяют на главные и минорные. Главные Omp-белки синтезируются постоянно; к их числу относятся липопротеин Брауна, липопротеины спирохет, OmpA и неспецифический порин OmpF. 
В структурно-функциональном отношении все белки внешней мембраны можно подразделить на три группы:
- амфипатические липопротеины, на N-конце которых находится липидный домен. Они связывают внешнюю мембрану с слоем пептидогликана;
- интегральные структурные белки (например, OmpA);
- интегральные белки, формирующие гидрофильные каналы[3].

Иногда на препаратах обнаруживаются зоны контакта клеточной и внешней мембран. Такие участки называют контактами Байера. Вероятно, непосредственного контакта между мембранами не происходят, и они связываются друг с другом специальными белками в образующейся на месте контакте бреши в пептидогликановом слое.

## Функции
Во внешней мембране имеются постоянно открытые ионные каналы, из-за чего на ней не может поддерживаться постоянный электрохимический градиент ионов натрия или протонов, поэтому внешняя мембрана не принимает участия в метаболизме клетки. Она также не имеет отношения к биосинтезу белков, липидов и полисахаридов, хотя может быть задействована в их секреции. Однако во внешней мембране находятся некоторые ферменты — пермеазы, гидролазы, иногда — окислительные ферменты, такие как марганец-оксидаза.
Функции внешней мембраны в бактериальной клетке очень разнообразны. Она совместно с клеточной мембраной образует периплазматическое пространство (периплазму), наряду с клеточной стенкой придаёт жёсткость клетке, служит фильтром, который не даёт попасть в периплазму крупным гидрофильным молекулам и задерживает гидрофобные молекулы. Она не даёт покинуть клетку многим ферментам периплазмы, участвует в поступлении в клетку питательных веществ, а также выделении наружу антибиотиков, токсинов, метаболитов и разнообразных белков. Внешняя мембрана опосредует неспецифичную адгезию бактериальных клеток, взаимодействует с бактериофагами, поверхностными рецепторами как прокариотических, так и эукариотических клеток, а также антителами. Благодаря внешней мембране жёлчные кислоты и другие амфифильные детергенты, а также антибиотики действуют на грамотрицательные бактерии слабее, чем на грамположительные. Липоолигосахариды — важнейшие антигены патогенных грамотрицательных бактерий, их также называют эндотоксинами.

## Биогенез
Механизмы, которые обеспечивают доставку компонентов внешней мембраны на поверхность клетки, до конца не ясны. Компоненты липополисахарида — липид A и O-антигеновые повторяющиеся единицы — синтезируются на цитоплазматической стороне клеточной мембраны и доставляются наружу независимо двумя специализированными транспортными системами, а именно, переносчиком O-антигена Wzx (RfbX) и ABC-транспортера MsbA, который перемещает липид A с внутреннего липидного слоя клеточной мембраны в наружный. Полимеризация единиц O-антигена происходит в периплазматическом пространстве специализированной полимеразой Wzy, и полимерный фрагмент далее присоединяется к коровому липиду A лигазой WaaL, образуя липополисахарид. Аппарат переноса молекул липополисахарида наружу клетки состоит из белков LptA, LptB, LptC, LptD, LptE. Для пяти из них удалось установить, в каких частях клетки они находятся, что может помочь разобраться в том, как функционирует аппарат сборки и выделения молекул липополисахарида. Известно, что LptC переносит липополисахарид с клеточной мембраны во внешнюю. LptE формирует комплекс с LptD, который обеспечивает встраивание молекул липополисахарида во внешнюю мембрану.

## Везикулы наружной мембраны
От наружной мембраны могут отпочковываться везикулы (везикулы бактериальной внешней мембраны) диаметром от 20 до 500 нм. Образование везикул может быть связано с ростом бактериальной клетки, они могут служить средством доставки ферментов и прочих белков, например, патогенные бактерии могут транспортировать в составе везикул факторы вирулентности. Например, у Pseudomonas aeruginosa в составе везикул наружной мембраны в числе прочих белков выделяется β-лактамаза, разрушающая пенициллин.